# Taurolema duffyi
Taurolema duffyi är en skalbaggsart som beskrevs av Lane 1966. Taurolema duffyi ingår i släktet Taurolema och familjen långhorningar. Inga underarter finns listade i Catalogue of Life.